# تفهیم‌نامه
تفهیم‌نامه یا «بریف»، توضیحاتی است مکتوب که شرحی کوتاه و جامع را دربارهٔ چیزی ارائه می‌دهد. واژه بریفینگ (به انگلیسی: Briefing) برای اولین بار در جریان جنگ جهانی دوم متداول شد و به صورت جلساتی بود که در آن به‌طور فشرده به افراد درگیر در عملیات نظامی اطلاعاتی داده می‌شد. بعد از جنگ جهانی دوم از روش‌های بریفینگ در بخش‌های صنعتی و بازرگانی هم استفاده شد. گاهی در ادبیات سازمانی برای معادلسازی «بریفینگ» به‌طور ضمنی از واژه «توجیه» استفاده کرده‌اند. به‌طور مثال در فرودگاه‌ها واحدی به نام «بریفینگ» وجود دارد که در فارسی «واحد توجیه پرواز» نامیده می‌شود. تفهیم‌نامه‌ها در حیطه‌های گوناگون کاربرد دارند و به عنوان واسطی در میان دو طرف که باید اطلاعاتی را به یکدیگر منتقل کنند استفاده می‌شوند. تفهیم‌نامه‌ها انواع گوناگون دارند که می‌تواند سندی ده‌ها صفحه‌ای بوده یا تنها در یک صفحه یا به صورت داده‌نما ارائه شود. از انواع تفهیم‌نامه در حیطه‌های گوناگون کسب و کار می‌توان به تفهیم‌نامه طراحی، تفهیم‌نامه معماری، تفهیم‌نامه برند، تفهیم‌نامه بازاریابی، تفهیم نامه مشتری اشاره کرد.

## واژه گزینی و پیشینه در زبان فارسی
با وجود آنکه مفهوم «بریف» در علوم مدیریت بسیار پر کاربرد است، اما در محافل علمی و تخصصی مرتبط در ایران مفهومی کمتر شناخته شده می‌باشد، با این حال واژه‌ها و عبارات فارسی متعددی در مقالات علمی و پایان‌نامه‌های دانشجویی و نشریات به عنوان جایگزینی برای «بریف» معادل سازی شده است.
در مقدمه برگردان فارسی از کتاب "Creating the Perfect Design Brief"، سلمان یافت آبادی مجموعه‌ای از واژگان و ترکیبات به کار گرفته شده در منابع گوناگون را گردآوری نموده و با دلایلی مفصل هر کدام را دارای مشکلات و نارسایی‌هایی دانسته:
دستورالعمل، دستور، دستور کار، شاخصه، پیش طرح، خلاصه، مختصر، طرح تفصیلی، صورت مسئله، تعیین هدف، توجیهات، پیش خواست، پیش درخواست و ... از جمله واژگان نامناسبی هستند که از نظر وی هر یک به بخشی از مفهوم عملکردی "بریف" اشاره دارند، یا آنقدر توضیحی هستند که کارکرد یک واژه خاص را ایفا نمی‌کنند یا با واژگان تخصصی حوزه‌های دیگر یکسان و مشابه می‌باشند مانند پیش‌طرح که معادل"اسکیس" هم می‌باشد.
وی در نهایت واژه "تفهیم نامه" را به عنوان معادل مناسب در زبان فارسی برای "بریف" پیشنهاد می‌کند. او می‌گوید:

"تفهیم" واژه‌ای است که به عمد ماهیتی مبهم دارد که به صراحت به موضوع خاصی اشاره نمی‌کند و به همین دلیل جمع‌بندی و درک هرآنچه که باید از قبل مورد توجه قرار گیرد را پوشش می‌دهد و "نامه" به معنی نوشته‌ای مکتوب، خلاصه و کامل است. واژه تفهیم نامه در ادبیات فارسی تا به حال استفاده نشده و کابردهای دیگری برای آن جا نیافتاده است.